# Дајбол (Тексас)
Дајбол (енгл. Diboll) град је у америчкој савезној држави Тексас. По попису становништва из 2010. у њему је живело 4.776 становника.

## Демографија
Према попису становништва из 2010. у граду је живело 4.776 становника, што је 694 (12,7%) становника мање него 2000. године.
| Група             | 2000.         | 2010.         |
| Белци             | 2.080 (38,0%) | 1.518 (31,8%) |
| Афроамериканци    | 1.320 (24,1%) | 980 (20,5%)   |
| Азијати           | 3 (0,1%)      | 11 (0,2%)     |
| Хиспаноамериканци | 2.038 (37,3%) | 2.229 (46,7%) |
| Укупно            | 5.470         | 4.776         |